# Grafschaft Ismaning

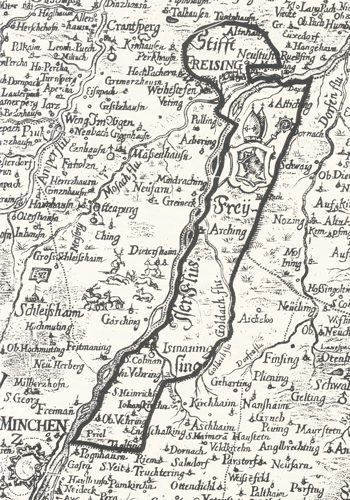
Karte des Hochstifts Freising, im Süden die Grafschaft Ismaning

Die Grafschaft Ismaning, auch Grafschaft auf dem Yserrain genannt, war ein Teilgebiet des Hochstifts Freising, des weltlichen Herrschaftsbereichs des Fürstbischofs von Freising.

## Lage
Die Grafschaft Ismaning war ein schmaler Landstreifen am östlichen Ufer der Isar. Sie reichte von Ismaning im Norden bis Oberföhring und Daglfing im Süden.

## Geschichte
Die Grafschaft Ismaning entstand 1319, als der spätere Kaiser Ludwig der Bayer, der gleichzeitig Herzog von Bayern war, die Orte Ismaning, Unterföhring, Oberföhring, Englschalking und Daglfing an Bischof Konrad III. von Freising verkaufte. Diese Dörfer bildeten als Gericht auf dem Yserrain die Grafschaft Ismaning. Der jeweilige Freisinger Pfleger übte dabei die uneingeschränkte Malefizgerichtsbarkeit (Blutgerichtsbarkeit) aus.
Mit der Auflösung des Hochstifts Freising in der Säkularisation 1803 hörte auch die Grafschaft Ismaning auf zu bestehen. Die darin gelegenen Orte wurden bald darauf zu eigenständigen politischen Gemeinden.
Das 700-jährige Gründungsjubiläum wurde 2019 durch eine Wanderausstellung gewürdigt.